# Dasychira ella
Dasychira ella är en fjärilsart som beskrevs av Felix Bryk 1935. Dasychira ella ingår i släktet Dasychira och familjen tofsspinnare. Inga underarter finns listade i Catalogue of Life.